# 公安省 (カナダ)
公安省（こうあんしょう、英語：Public Safety Canada、略称：PSC、仏語：Sécurité publique Canada）は、カナダ連邦政府内で、カナダ人保護及び平和・公共安全維持政策に関する行政、規制、業務を司る省庁である。
公安省は2003年に暫定的に設立、その後2005年制定の公安緊急事態準備省法（Department of Public Safety and Emergency Preparedness Act, 2005）に法的根拠を得た。また傘下の緊急事態準備庁（Emergency Preparedness Canada）は国防省の援助を得て1988年制定の緊急事態準備法に基づき省設立以前に設立されている。
公安省はカナダにおける公共安全の維持を総合的に司る省として、特に2001年のアメリカ同時多発テロ事件の教訓を受け設立された。多くの部分でアメリカ合衆国国土安全保障省と似た役割があるが、海上統治権維持については担当していない（海上統治権維持はカナダ軍、運輸省、水産海洋省が管轄している）。
2025年に発足したマーク・カーニー内閣では、デービッド・マクギンティ (David McGuinty) が公共安全大臣と緊急事態準備大臣を兼務している。

## 主な組織
公安省は下記の大臣、組織を管轄している。
- 公共安全大臣（Minister of Public Safety）
- 緊急事態準備大臣（Minister of Emergency Preparedness）

### 業務組織
- カナダ国境サービス庁（Canada Border Services Agency）
- カナダ安全情報局（Canadian Security Intelligence Service）
- カナダサイバー事件対応センター（Canadian Cyber Incident Response Centre）
- カナダ矯正局（Correctional Service of Canada）
- カナダ更生保護委員会（Parole Board of Canada）
- 王立カナダ騎馬警察（Royal Canadian Mounted Police）
  - 統合国家治安執行チーム（Integrated National Security Enforcement Teams, INSET）
- 国立捜索保護事務局（National Search and Rescue Secretariat）